# Prima serie di Umberto

Un francobollo della prima serie di Umberto I

Prima serie di Umberto è una serie di francobolli emessa dal Regno d'Italia per effetto del Regio Decreto del 27 luglio 1879 nº5016. La peculiarità di questi francobolli fu l'innovazione consistente nel presentare l'effigie del sovrano Umberto I frontalmente e non di profilo, come era consuetudine all'epoca. Alcuni valori di questa serie ebbero validità fino al 1902.

## Notizie storiche
I francobolli della prima serie di Umberto entrarono in corso di validità il 15 agosto 1879 con la seguente composizione di colori: 5 centesimi in verde, 10 centesimi in rosa, 20 centesimi in giallo, 25 centesimi in turchino, 30 centesimi in bruno, 50 centesimi in porpora e 2 lire in vermiglione. Il francobollo da 30 centesimi bruno sarà però quello meno usato della serie, in quanto furono rese valide fino ad esaurimento le scorte stampate durante il regno del defunto Vittorio Emanuele II. La preparazione del conio utile alla produzione di questi francobolli fu affidata a Ludovico Bigola, che decise di rappresentare frontalmente l'effigie del sovrano, introducendo tale novità anche in Italia. La cornice che racchiudeva l'effigie fu invece ideata da Enrico Repettati, che si ispirò alla precedente emissione nota come "Prima serie definitiva (De La Rue)".

## Notizie tecniche
- Validità: per i valori da 5, 30 e 50 centesimi e per il valore da 2 lire 31 dicembre 1889, per i valori da 10, 20 e 25 centesimi 30 giugno 1902[3]
- Stampa: tipografica[3]
- Carta: sottile fatta a macchina
- Fogli: formati da 400 esemplari distribuiti in 4 gruppi di 100 incolonnati 10x10
- Dentellatura: 14 a pettine[3]
- Filigrana: a corona
- Gomma: irregolare e biancastra[3]
- Varietà: sono note varietà di dentellatura 13½ x 14 e 13½ x 14¼, ma anche esemplari non dentellati del 10 e del 20 centesimi o con doppia dentellatura.[4]